# سیارک ۲۳۰۳۰
سیارک ۲۳۰۳۰ (به انگلیسی: 23030 Jimkennedy، نامگذاری:1999XR7) بیست و سه هزار و سی‌امین سیارک کشف شده‌است که در ۴ دسامبر ۱۹۹۹ کشف شد.
قدر مطلق سیارک برابر ۵۶.۲ است.